# トラウトニウム

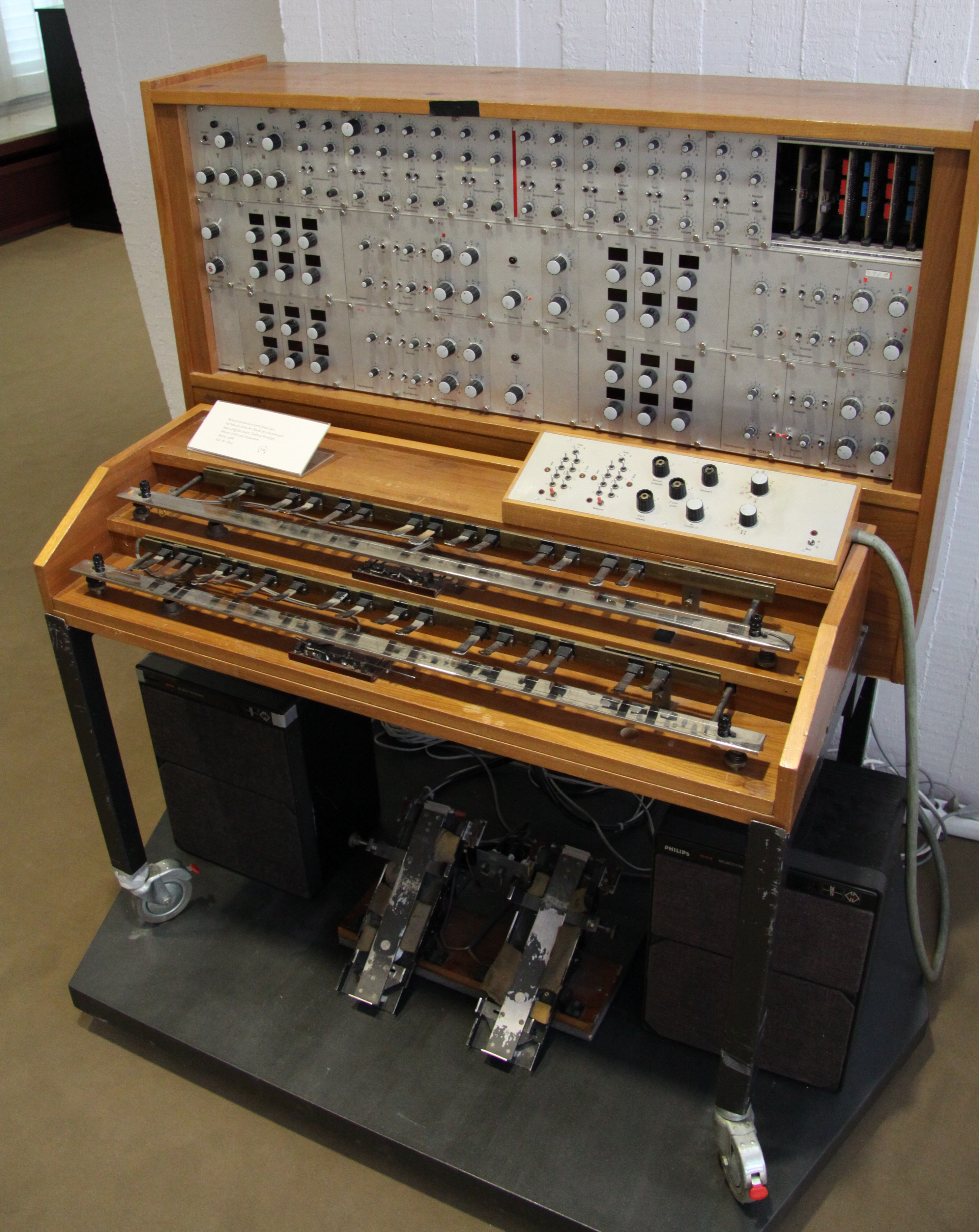
ベルリン楽器博物館のトラウトニウム

トラウトニウム (Trautonium)はFriedrich Trautweinによって開発された電気楽器である。名手にはオスカル・ザラが知られている。

## 概略
オンド・マルトノやテルミンに見られるように、当時の電気楽器は同時発音数に非常に乏しく単音だけ何とか出せるといったことがほとんどであった。そこで、複音や部分音を豊かに出せる楽器として考案されたのがこの楽器である。テレフンケンが発売した。鍵盤はないものの、二段構えにしたクラビコードのように右手と左手用の「操作段」を持っていることがオンド・マルトノとの決定的な違いであり、発音した音を弛張型発振回路ほかで変調し様々な音色効果が発生できることが売りであった。三和音を同時に発音したままグリッサンドできる、などオンド・マルトノでは不可能な性能もある。
開発元のドイツ本国ではヒンデミット、ゲンツマーなどにより協奏曲が書かれたものの、後発のハモンドオルガンに人気を奪われて衰退した。オスカル・ザラが出演したプロモーションの動画においてはパガニーニの奇想曲を編曲して演奏している。
効果音としてはアルフレッド・ヒッチコックの「鳥」でこの楽器の音を聴くことができる。現在はいくつかの機能を加えPeter Pichlerが復元したMixturtrautoniumがたまに演奏されることがある。